# Константин Менгрелис
Константин (на гръцки: Κωνσταντίνος, Константинос) е гръцки духовник, митрополит на Вселенската патриаршия.

## Биография
Роден е с фамилията Менгрелис (Μεγγρέλης) в 1886 година в Синоп. В 1907 година е ръкоположен за дякон, а в 1909 година - за презвитер. В 1908 година завършва Семинарията на Халки. Служи като протосингел в Ираклийската митрополия (1902 - 1905) и в Кизическата митрополия (1909 - 1913) при митрополит Григорий. Последва го след като е преместен начело Халкидонската митрополия в 1913 година и на 4 март 1914 година (стар стил) е ръкоположен за негов викарен левкийски епископ.
На 13 октомври 1922 година е избран за елевтеруполски, а на 9 февруари 1924 година е прехвърлен на катедрата в Сяр. По време на българската окупация през Втората световна война е изгонен от Сяр и се установява първоначално в Нигрита, а после в Атина. На 7 януари 1961 година подава оставка поради старост. Умира в 1963 година в Солун. Погребан е в Сяр. Името му носи улица в града.